# Anakiwa
Anakiwa est une localité de la côte nord dans la région de Marlborough, située dans l’Île du Sud de la Nouvelle-Zélande.

## Situation
Elle siège à la pointe de Queen Charlotte Sound, dans les Marlborough Sounds.

## Population
La population permanente y est estimée à 55 habitants en 2010, sans tenir compte de l’équipe de la Outward Bound School ou des possesseurs de maisons de vacances.

## Loisirs
Anakiwa est aussi le point extrême du chemin de randonnée de la Queen Charlotte Track (en).